# Callenelle
Callenelle is een dorp in de Belgische provincie Henegouwen, en een deelgemeente van de Waalse stad Péruwelz.
Callenelle was een zelfstandige gemeente, tot die bij de gemeentelijke herindeling van 1977 toegevoegd werd aan de gemeente Péruwelz.

## Bezienswaardigheden
- De Sint-Amanduskerk (Église Saint-Amand) is een classicistisch kerkgebouw van 1773. In 1894-1895 werd de kerk vergroot. Vooral het transept en het koor tonen de neoclassicistische stijlkenmerken van die tijd.
- Het Kasteel van Callenelle werd einde 18e eeuw gebouwd en in 1904 vergroot toen de Zusters van Sint-Mauritius er hun intrek namen. Er werd daartoe ook een kapel gebouwd.

## Natuur en landschap
Callenelle ligt aan de oude loop van het Kanaal Nimy-Blaton-Péronnes, geopend in 1826. In 1955-1964 werd een nieuw en breder kanaal gegraven en in 1976 werd de oude loop voorgoed buiten gebruik gesteld ten gunste van een nieuwe en bredere kanaal dat hier enkele honderden meters zuidelijker loopt. De hoogte aan de kerk bedraagt 35 meter.

## Demografische ontwikkeling
- Bronnen:NIS, Opm:1831 tot en met 1970=volkstellingen

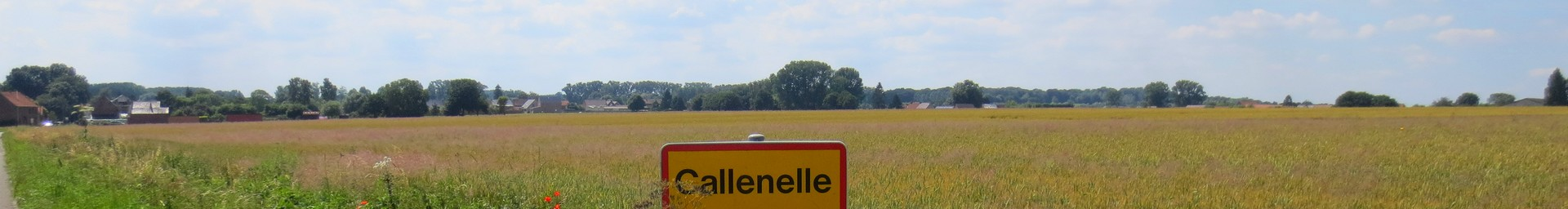
Panoramafoto van Callenelle

## Nabijgelegen kernen
Wiers, Brasménil, Vezon, Péronnes-lez-Antoing, Fontenoy